# Jüdischer Friedhof (Schmallenberg)

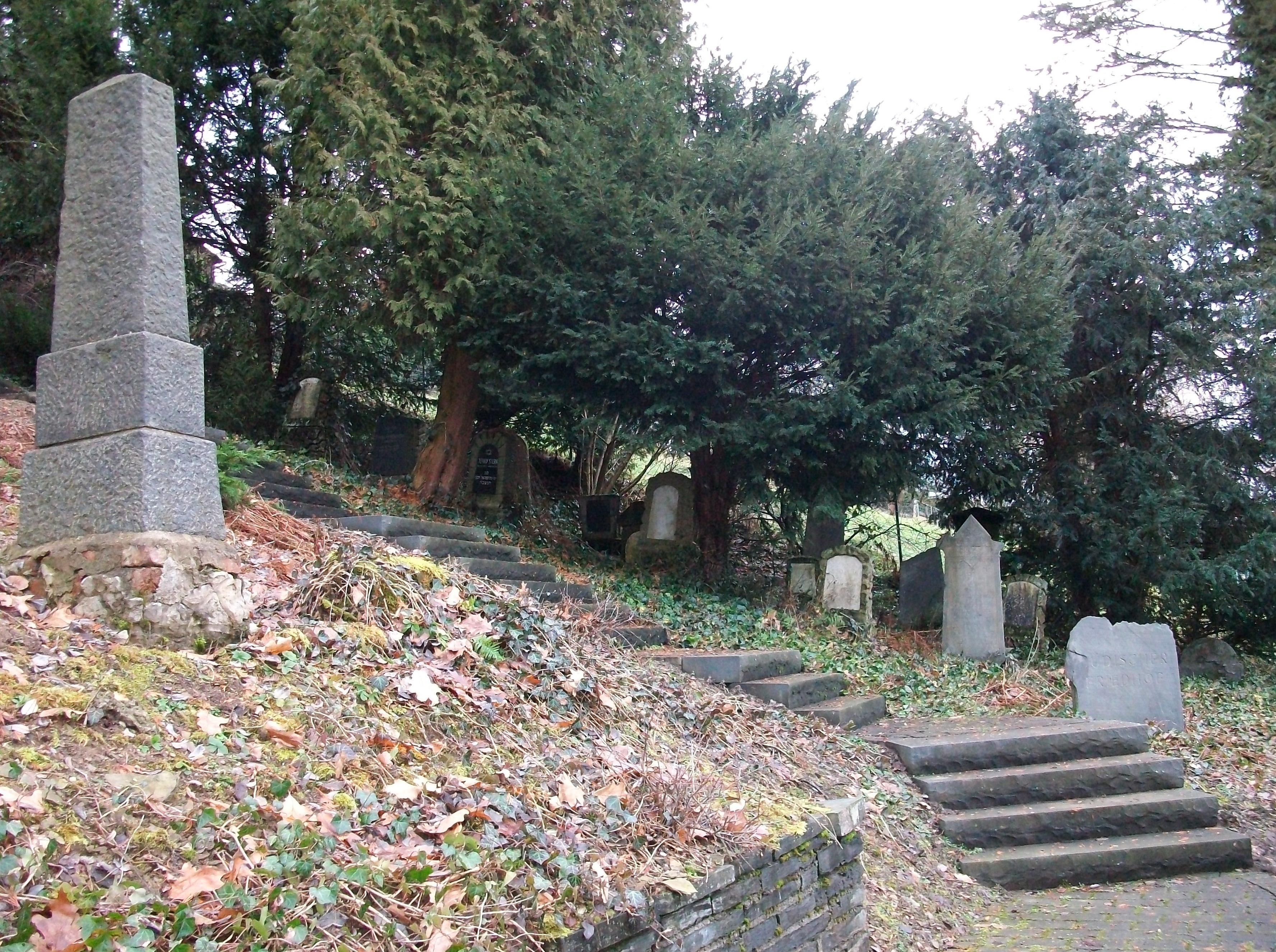
Jüdischer Friedhof in Schmallenberg

Der Jüdische Friedhof Schmallenberg ist ein jüdischer Friedhof in der Stadt Schmallenberg im Hochsauerlandkreis. Er liegt in einem Wäldchen am Hang unterhalb der Straße Selbend und ist als Baudenkmal ausgewiesen.
Als Friedhof wurde das Gelände bereits vor 1798 genutzt. Auf dem 458 m² großen Gelände befinden sich 46 Grabsteine, zwei Grabeinfassungen ohne Grabstein sowie zwei Gedenksteine ohne Grab. Ab 1842 nutzte die jüdische Gemeinde Schmallenberg den Friedhof. Die hebräisch bzw. deutsch abgefassten Grabsteininschriften sind aus der Zeit zwischen 1857 und 1961. Der älteste noch lesbare Grabstein ist Julie Bamberger geb. Naumburger gewidmet (geb. 1818 in Rüthen, gest. 25. März  1857 in Schmallenberg). Sie war die erste Ehefrau des Emanuel (Mendel) Bamberger in Schmallenberg.
In den Nachkriegsjahren fanden noch zwei Bestattungen statt: 1947 Hedwig Goldschmid geb. Funke (geb. 23. Februar 1894, gest. 19. März 1947) und 1961 Selma Friedrich geb. Frankenthal (geb. 23. Januar 1891, gest. 1. September 1961).